# Bussy (Oise)
Bussy ist eine französische Gemeinde mit 308 Einwohnern (Stand: 1. Januar 2022) im Département Oise in der Region Hauts-de-France (vor 2016 Picardie). Sie gehört zum Kanton Noyon im Arrondissement Compiègne und zum Gemeindeverband Pays Noyonnais. Die Einwohner werden Bussiens genannt.

## Geografie
Die Gemeoinde Bussy liegt im Pays Noyonnais, etwa 33 Kilometer nordnordöstlich von Compiègne am Fluss Verse, kurz vor dessen Anbindung an den Canal du Nord. Umgeben wird Bussy von den Nachbargemeinden Campagne im Nordwesten und Norden, Frétoy-le-Château im Norden, Muirancourt im Norden und Nordosten, Crisolles im Osten, Genvry im Osten und Südosten, Beaurains-lès-Noyon im Süden, Sermaize im Süden und Südwesten sowie Catigny im Westen.

## Bevölkerungsentwicklung
| Jahr                       | 1962 | 1968 | 1975 | 1982 | 1990 | 1999 | 2006 | 2013 | 2021 |
| -------------------------- | ---- | ---- | ---- | ---- | ---- | ---- | ---- | ---- | ---- |
| Einwohner                  | 138  | 127  | 121  | 179  | 225  | 246  | 299  | 313  | 304  |
| Quellen: Cassini und INSEE |      |      |      |      |      |      |      |      |      |

## Sehenswürdigkeiten

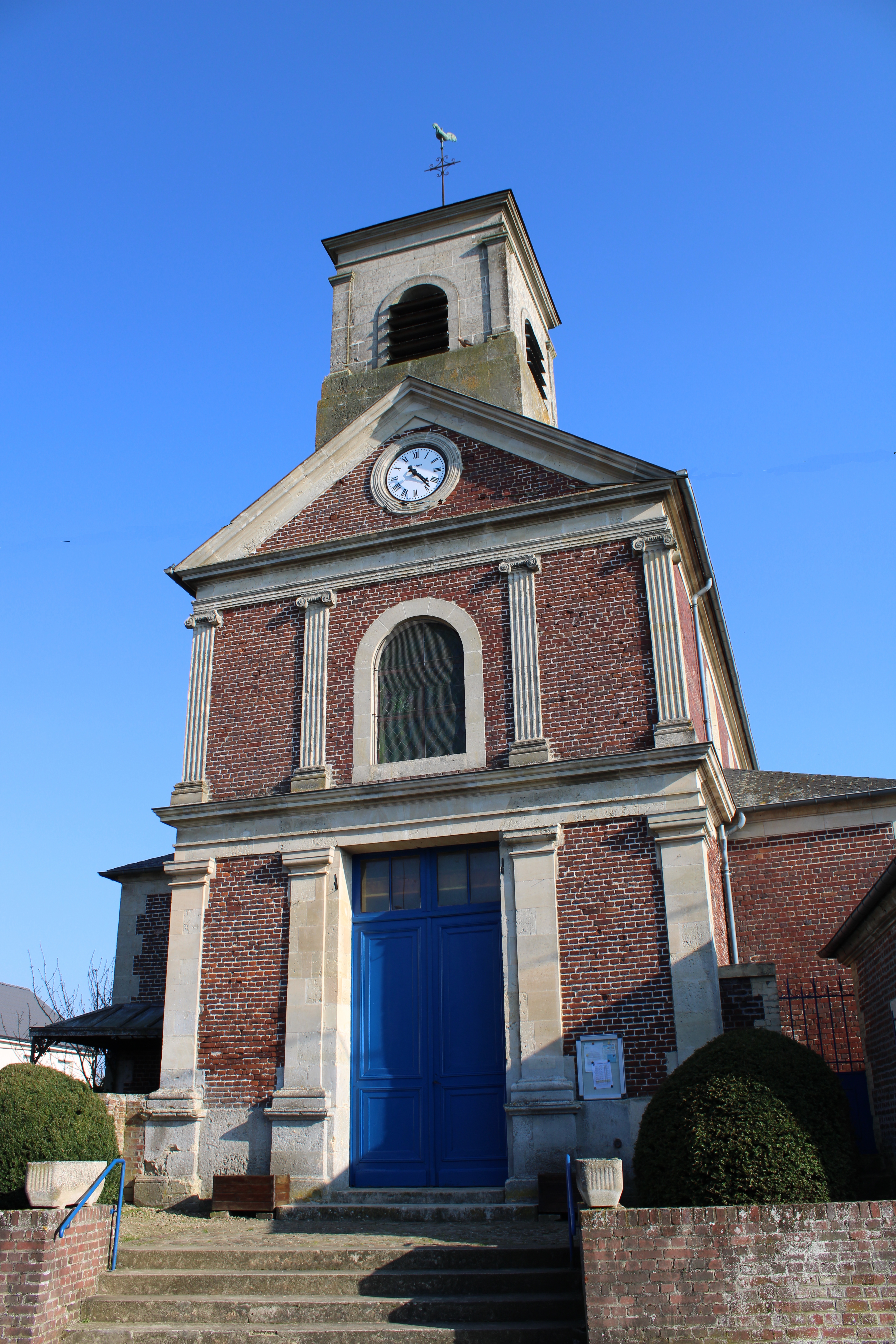
Kirche Saint-Laurent
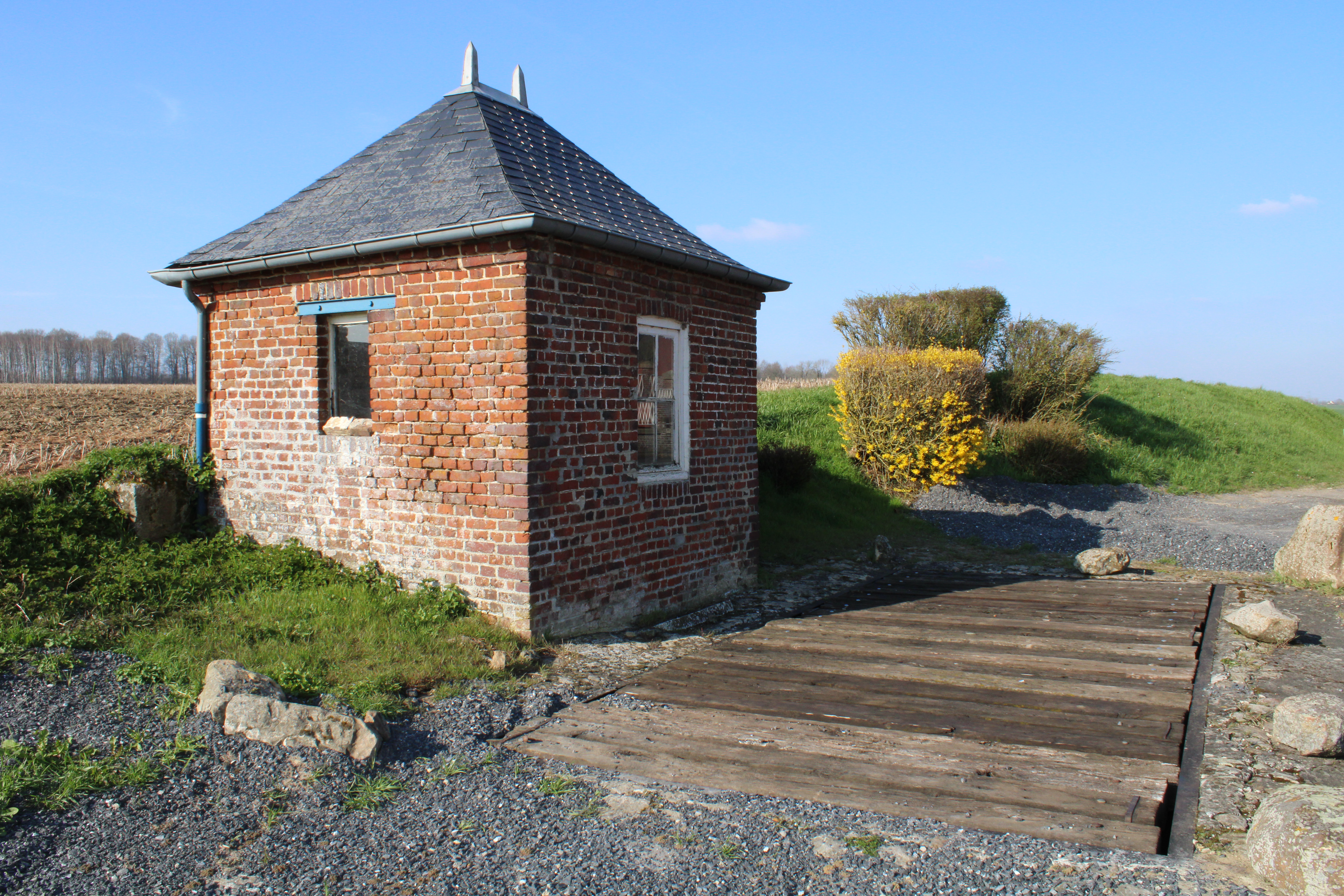
Ehemalige öffentliche Waage
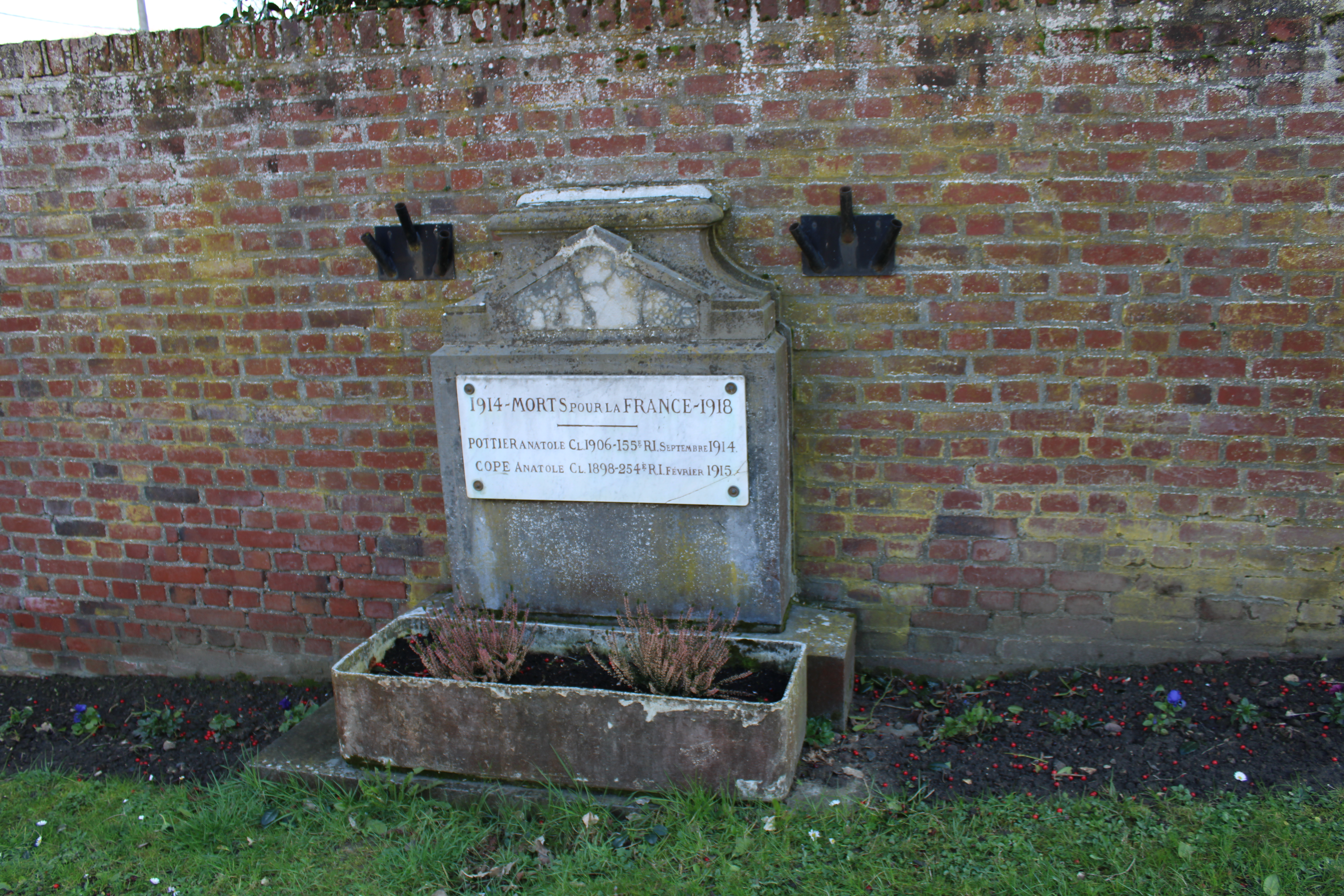
Gefallenendenkmal

- Kirche Saint-Laurent
- Ehemalige öffentliche Waage
- Gefallenendenkmal